# Teyona Anderson
Teyona Anderson (Woodstown, Nueva Jersey, Estados Unidos; 3 de enero de 1988) es una modelo estadounidense conocida por haber sido la vencedora del Ciclo 12 de America's Next Top Model.

## Biografía
Nació en Woodstown, Nueva Jersey el 3 de enero de 1988. A sus 20 años de edad, fue representante de la prevención de pérdidas y ha trabajado duro por su trabajo, pero decidió entonces poner todos sus esfuerzos en hacer algo que había anhelado toda su vida. En el camino de ser una cara conocida en el mundo de la moda, decidió probar y de hecho entró como una de las trece concursantes de America's Next Top Model Ciclo 12, donde ella tuvo que vivir junto con otras aspirantes al mismo tiempo que compitieron por el gran premio. Tuvo que someterse a intensos problemas, desde el dominio de la pista para encontrar la posición perfecta o hasta para una sesión de fotos de moda. Pero al final fue elegida como ganadora sobre modelos con mejor potencial como Allison Harvard y Natalie Pack.
Teyona hizo todo el camino hasta la final, junto con Allison Harvard y Aminat Ayinde, se consideró versátil y, por supuesto, fotogénica por los jueces.

## Durante ANTM
Con una belleza algo extraña, pero bella en fin, su simpatía y sencillez cautivaron en la semana del casting y fue seleccionada para ser parte de las 13 semi-finalistas. Su make over fueron extensiones largas y onduladas que luego fueron modificadas porqué no le gustaron a Tyra. Sin dar muchas expectativas empezó a dar excelentes fotos semana tras semana, logrando su primer llamado en la tercera semana en la sesión de autoiluminación donde el fotógrafo fue Nigel Barker. Sus fotos siguieron siendo fuertes y brillo en la semana del comercial grupal de Covergirl donde Tyra alabó su desempeño. Fue amiga de Aminat y Tahlia defendiendo a esta última cuando tuvieron problemas con Celia y Nathalie. Ganó el reto donde tenían que hacer el trabajo de Mr. J. Eligiendo a Aminat y Celia para compartir su premio lo que molesto a Fo porqué se consideraba más amiga de Teyona en la casa. Dio una foto espectacular con CIARA logrando así su segundo primer llamado. Al ganar un reto Fo en Brasil como represalia elijo a Teyona para que tenga menos cuadros pero aun así logró una excelente foto con un atuendo de Carmen Miranda. Teyona además fue muy criticada por no lucir como una modelo frente al panel y le aconsejaron mejorar sus vestimenta. Ganó los goo sees y recibió ropa de todos los diseñadores que visitó y no quiso compartir nada con nadie, molestando a Celia. En la sesión de la playa de Santos en Sao Paulo dio una gran foto recibiendo su tercer primer llamado. Estuvo algo incómoda en la sesión de Aves Exóticas con Tyra donde recibió críticas pero aun así no entró al botton two por lo que estalló en llanto de la impresión. En el último episodio tuvo su primer botton two con Aminat por no dar un buen comercial Covergirl pero no fue enviada a casa. En el runway final fue criticada por ser muy rígida aun así ganó. Finalmente los jueces se inclinaron por su potencial y personalidad convirtiéndola en la cuarta ganadora después de Eva Pigford (Ciclo 3), Danielle Evans (Ciclo 6) y Saleisha Stowers (Ciclo 9). No logró evadir por completo el botton two en la competencia, estando solo una vez tal como ocurrió con Naima Mora (Ciclo 4).

## Carrera después de ANTM
Firmó contrato con Elite Model Management y tuvo una cobertura y difusión en la revista Seventeen, en julio de 2009 como parte de su paquete de premios.
Revista Vogue Knitting - Edición PrimaveraVerano 2010.

## Premios y nominaciones
Variedades TV Estrella 2009 por America's Next Top Model